# Dunfermline Athletic Football Club
El Dunfermline Athletic Football Club és un club de futbol escocès de la ciutat de Dunfermline, Fife.

## Palmarès
- Scottish First Division: 1989, 1996
- Scottish Second Division: 1926, 1986
- Copa escocesa de futbol: 1961, 1968

## Entrenadors
| - William Knight (1922-1925) - Sandy Paterson (1925-1930) - William Knight (1930-1936) - David Taylor (1936-1938) - Peter Wilson (1938-1939) - Sandy Archibald (1939-1946) - William McAndrew (1947) - Bobby Calder (1947-1948) - Sandy Terris (1948-1949) - Webber Lees (1949-1951) - Tom Younger (1951-1952) - Bobby Ancell (1952-1955) - Andy Dickson (1955-1960) - Jock Stein (1960-1964) - Willie Cunningham (1964-1967) - George Farm (1967-1970) - Andy Stevenson (1970) (Provisional) - Alex Wright (1970-1972) | - George Miller (1972-1975) - Jimmy Thomson (1975) (Provisional) - Harry Melrose (1975-1980) - Pat Stanton (1980-1982) - Jimmy Thomson (1982) (Provisional) - Tom Forsyth (1982-1983) - Jim Leishman (1983-1990) - Iain Munro (1990-1991) - Jocky Scott (1991-1993) - Bert Paton (1993-1999) - Dick Campbell (1999) - Jimmy Nicholl (1999) (Provisional) - Jimmy Calderwood (1999-2004) - David Hay (2004-2005) - Jim Leishman (2005-2006) - Stephen Kenny (2006-2007) - Jim McIntyre (2008-) |

## Futbolistes destacats
| Pre-1980s - 1934 Stewart Chalmers - 1957 Eddie Connachan - 1958 Harry Melrose - 1958 Alex Smith - 1960 Roy Barry - 1960 Charlie Dickson - 1960 Alex Edwards - 1960 John Lunn - 1961 Bert Paton - 1964 Alex Ferguson - 1966 Willie Callaghan - 1967 Willie Duff - 1970 Jim Leishman - 1973 Geir Karlsen - 1976 Hugh Whyte | 1980s - 1981 Norrie McCathie - 1984 Ian Westwater - 1987 Stuart Beedie - 1987 John Holt - 1987 Ross Jack - 1987 Craig Robertson - 1987 Hans Segers - 1988 John Watson - 1989 István Kozma - 1989 George O'Boyle - 1989 Tommy Wilson | 1990s - 1990 Scott Leitch - 1990 David Moyes - 1991 Neale Cooper - 1991 Hamish French - 1991 Jackie McNamara - 1993 Ivo Den Bieman - 1993 Stewart Petrie - 1993 Andy Tod - 1994 Derek Fleming - 1995 David Bingham - 1995 Brian Rice - 1997 Gerry Britton - 1997 Greg Shields - 1998 Derek Ferguson - 1998 David Graham - 1999 Lee Bullen - 1999 Edinho | 2000s - 2000 Stephen Crawford - 2000 Ian Ferguson - 2000 Gary Mason - 2000 Barry Nicholson - 2000 Youssef Rossi - 2000 Marco Ruitenbeek - 2000 Andrius Skerla - 2001 Gus MacPherson - 2002 Craig Brewster - 2002 Derek Stillie - 2003 Noel Hunt - 2005 Mark Burchill - 2005 Lee Makel - 2005 Allan McGregor - 2006 Adam Hammill - 2006 Dorus de Vries |